# Первомайский (Нехаевский район)
Первомайский — посёлок в Нехаевском районе Волгоградской области России, в составе Верхнереченского сельского поселения. Посёлок расположен примерно в 10 км юго-западнее хутора Верхнереченский.
Население — 25 (2010).

## История
Предположительно основан в период коллективизации. Впервые обозначен на карте Хопёрского округа Нижне-Волжского края 1930 года. По данным областного статистического управления за 1945 год населённый пункт относился к Поселковскому сельсовету Нехаевского района Сталинградской области. На топографической карте 1985 года издания обозначен как Отделение № 4 совхоза "Верхнереченский"

## Население
Динамика численности населения по годам:
| 1989 | 2002 |
| ---- | ---- |
| ≈150 | 19   |

| 2010 |
| ---- |
| 25   |